# Robert Sweet (botanico)
Robert Sweet (Torquay, 1783 – Chelsea, 20 gennaio 1835) è stato un botanico e ornitologo britannico.

## Opere

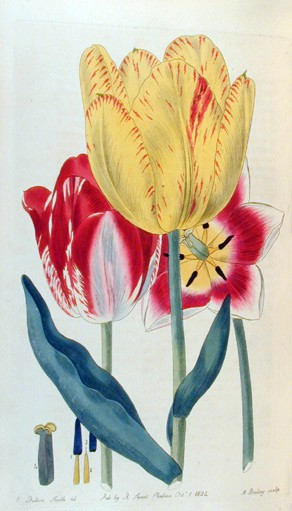
Tulipani - illustrazione tratta da "The British Flower Garden"

È autore di diverse opere sulle specie coltivate nei giardini e nelle serre britanniche, illustrate dai disegni di Edwin Dalton Smith, illustratore affiliato ai Royal Botanic Gardens di Kew.
- Hortus Suburbanus Londinensis (1818)
- Geraniaceae (5 volumi) (1820–30)
- Cistineae
- The British Flower Garden (1823-1829)
- Sweet's Hortus Britannicus (1826–27)
- Flora Australasica (1827–28)
- British Botany (con H. Weddell) (1831)